# ایتی‌تالا
ایتی‌تالا (به لاتین: İtitala) یک منطقه مسکونی در جمهوری آذربایجان است که در شهرستان بالاکن واقع شده‌است. ایتی‌تالا ۲۳۲۴ نفر جمعیت دارد.

## دین
در مسجد جامع این روستا یک هیئت مذهبی وجود دارد.